# Brengi
Der Brengi (auch Bringhi) ist ein rechter Nebenfluss des Jhelam im indischen Unionsterritorium Jammu und Kashmir.
Das Quellgebiet des Brengi liegt am Margan Top auf einer Höhe von etwa 3500 m im Nordosten des Distrikts Anantnag. Er strömt anfangs in südlicher Richtung durch das Margan-Tal. Die Margan Top Road folgt dem Flusslauf. Nach 20 km trifft bei Dandipora der Rajparian Nallah von links auf den Brengi. Kurz darauf wendet sich der Brengi nach Nordwesten. Der National Highway 1B verläuft im Flusstal des Brengi auf den folgenden 20 km. Die Stadt Kokernag liegt unweit des Flusslaufs. Der Brengi durchfließt den südöstlichen Teil des Kaschmirtals in nordnordwestlicher Richtung. Bei Anantnag trifft der Brengi schließlich auf den weiter westlich verlaufende Jhelam. Der Brengi hat eine Länge von etwa 60 km.